# Vítor e Corona
Vítor e Corona são dois mártires cristãos. A maior parte das fontes afirma que eles foram mortos na Síria na época do imperador romano Marco Aurélio. Porém, os vários textos hagiográficos discordam sobre o local do martírio, com alguns afirmando que foi em Damasco, enquanto que as fontes coptas afirmam que foi em Antioquia. Algumas fontes ocidentais citam Alexandria ou a Sicília. As diversas versões também discordam sobre a data do evento e eles podem ter morrido também na época de Antonino Pio ou de Diocleciano, enquanto que o "Martirológio Romano" afirma que foi no século III em que eles foram mortos.

## Lenda
A lenda afirma que Vítor foi um soldado romano de ascendência italiana e que servia na cidade de Damasco, na Síria, na época de Antonino Pio. Ele foi torturado - inclusive tendo os olhos arrancados - por um comandante chamado Sebastião.
Enquanto ele sofria as torturas, a esposa de dezesseis anos de um de seus companheiros chamada "Corona" (também "Stefania" ou "Stephana", uma tradução para o grego do seu nome latino, que significa "coroa") o confortava e encorajava. Por isso, ela foi presa e interrogada. De acordo com a passio de Corona, que é considerada completamente fictícia, ela foi atada à duas palmeiras curvadas e despedaçada quando os troncos foram soltos.
Vítor terminou decapitado.
Outra versão afirma que Vítor e Corona eram marido e mulher.

## Devoção
Fora da cidade de Feltre, na encosta do Monte Misnea, está a igreja de SS. Vittore e Corona, erguida pelos cruzados de Feltre ao retornarem da Primeira Cruzada. Santa Corona é particularmente venerada na Áustria e na Baviera oriental.
Otão III, por volta do ano 1000, trouxe as relíquias de Santa Corona para Aachen.